# Julian Korsak
Julian Korsak (ur. 13 lutego 1806 lub 1807 w Słonimie, zm. 30 sierpnia 1855 w Nowogródku) – polski poeta i tłumacz, przedstawiciel romantyzmu krajowego. 

## Życiorys
Był synem Jana Sowy-Korsaka (Korsaka Sowicza) herbu Lis odmieniony i Karoliny Ordzianki herbu Ostoja.
Studiował wraz z Adamem Mickiewiczem na Uniwersytecie Wileńskim; od tego czasu łączyła go też znajomość z Antonim Odyńcem.

## Twórczość
Tworzył liryki i powieści poetyckie. Jego poezję uznaje się za naśladowanie Mickiewicza, któremu początkowo przypisywano niektóre wiersze, m.in. Dumanie do Laury. Wiersze Pielgrzym i Barkarola zostały spopularyzowane jako pieśni z muzyką Stanisława Moniuszki. Część jego twórczości zalicza się do nurtu polskiego byronizmu (m.in. Bejram).
Największym jego dokonaniem poetyckim jest pierwsze pełne i doskonałe tłumaczenie na język polski Boskiej Komedii Dantego Alighieri.
Tłumaczył także Shakespeare'a (Romeo i Julia), Horacego, Schillera, Lamartine'a, Byrona (Więzień Czyllonu, Lara, Oblężenie Koryntu).

## Ważniejsze prace
- Dumanie do Laury
- Melodia irlandzka z Moore'a
- Pielgrzym
- Barkarola
- Bejram
- Kamoens w szpitalu
- Twardowski czarnoksiężnik